# Pachydactylus laevigatus
Pachydactylus laevigatus là một loài thằn lằn trong họ Gekkonidae. Loài này được Fischer mô tả khoa học đầu tiên năm 1888.